# Zeitschrift für Gesellschaftsrecht und angrenzendes Steuerrecht
Die Zeitschrift für Gesellschaftsrecht und angrenzendes Steuerrecht - GES (vormals GeS aktuell) ist eine österreichische Fachzeitschrift für Gesellschaftsrecht und angrenzendes Steuerrecht.

## Hintergrund
Sie wurde 2003 gegründet und erscheint seit 2015 achtmal (vorher zehn Mal) jährlich im Verlag Österreich. Herausgeber sind Heinz Krejci (Professor Emeritus an der Universität Wien), Friedrich Rüffler (Professor an der Universität Wien), der Wiener Rechtsanwalt Lukas Fantur (Schriftleiter Gesellschaftsrecht) und Georg Kofler, Professor an der Johannes Kepler Universität Linz (Schriftleiter Steuerrecht). Die Zeitschrift richtet sich vornehmlich an Steuerberater und Wirtschaftsprüfer, Rechtsanwälte, Notare, Richter, Unternehmensjuristen sowie Lehre und Forschung. In der juristischen Fachliteratur wird die Zeitschrift mit dem Kürzel „GES“ zitiert.